# 벤저민 디즈레일리
제1대 비컨즈필드 백작 벤저민 디즈레일리(Benjamin Disraeli, 1st Earl of Beaconsfield, 1804년 12월 21일 ~ 1881년 4월 19일)는 영국의 정치인이자 작가이다.
그는 성공회로 개종한 유대인 출신으로서 보수당의 정치인으로 활동하며 1874년부터 1880년까지 영국의 총리를 역임하였다. 임기 동안 노동자 계층의 권리가 확장되었고, 외교 면에서는 러시아에 대한 군사적 견제, 수에즈 운하 매수 등 여러 국제정세에서 영국의 이권을 확보하였다.

## 생애
디즈레일리는 1804년 런던의 유대인 가정에서 태어났다. 그의 가계는 이탈리아 유대인이던 조부 대에 영국으로 이민하였으며, 디즈레일리는 아버지를 따라 12세부터 성공회 신자가 되었다. 법률과 문학을 공부하고 17세에 변호사 사무소에 제자로 들어갔으나, 문학에 흥미를 가진 뒤 1826년에 첫 작품 《비비안 그레이》를 발표하여 문인으로의 이름을 얻기도 했다.
1832년 정치에 입문해 몇 차례 낙선을 거듭하다가 1837년에 토리당 소속 하원의원으로 선출되었다. 1841년 토리당 내에 청년 영국단을 조직하였고, 1846년 산업 자본가(상품을 유통하는 상업자본가와 달리, 자기 자본과 생산수단이 있는 자본가)의 자유무역주의를 대표하는 로버트 필의 곡물법 폐지에 반대하고, 국가가 관세 등으로써 국내산업을 보호하는 보호무역주의의 지도자가 되었다. 1867년 영국의 제2차 선거법 개정을 하여 농민과 노동자들에게도 선거권을 부여하는 개혁을 주도했다.
1868년 총리가 된 이후 이집트로부터 수에즈 운하 주식을 사들여 동방 항로를 확보하였고, 특히 1876년 내내 영국 빅토리아 여왕의 대리청정을 수행하고 빅토리아 여왕에게 인도 여황제의 칭호를 갖게 해주었다. 1876년에 백작 작위를 수여받았으며, 1877년 러시아-터키 전쟁에서는 러시아의 남하를 막기 위해 해군을 파병하는 등 국제정치에 있어서 영국의 영향력을 확장하는 데 공헌하였다. 내정에서는 공중위생과 노동조건의 개선 등에 힘썼다.
1880년 선거에 패배하여 사임하였고, 죽기 전까지 보수 야당의 대표로 있었다. 그는 정치 활동 중에도 문학 저작 활동을 멈추지 않았으며, 1880년에도 그의 마지막 소설이 출판되었다.
- 1876년 백작작위(1st Earl of Beaconsfield) 서임
- 1878년 가터 훈장

## 참고 자료
- 이 문서에는 다음커뮤니케이션(현 카카오)에서 GFDL 또는 CC-SA 라이선스로 배포한 글로벌 세계대백과사전의 내용을 기초로 작성된 글이 포함되어 있습니다.